# Bitter Lake
Pour plus de détails, voir Fiche technique et Distribution.
Bitter Lake est un film documentaire britannique réalisé par Adam Curtis, sorti en 2015, portant sur l'islamisme militant et sa représentation par les politiciens et médias occidentaux.

## Fiche technique
- Titre français : Bitter Lake
- Réalisation : Adam Curtis
- Scénario : Adam Curtis
- Pays d'origine : Royaume-Uni
- Format : Couleurs - 35 mm
- Genre : documentaire
- Durée : 136 minutes
- Date de sortie : 2015